# Cecilia Hansen

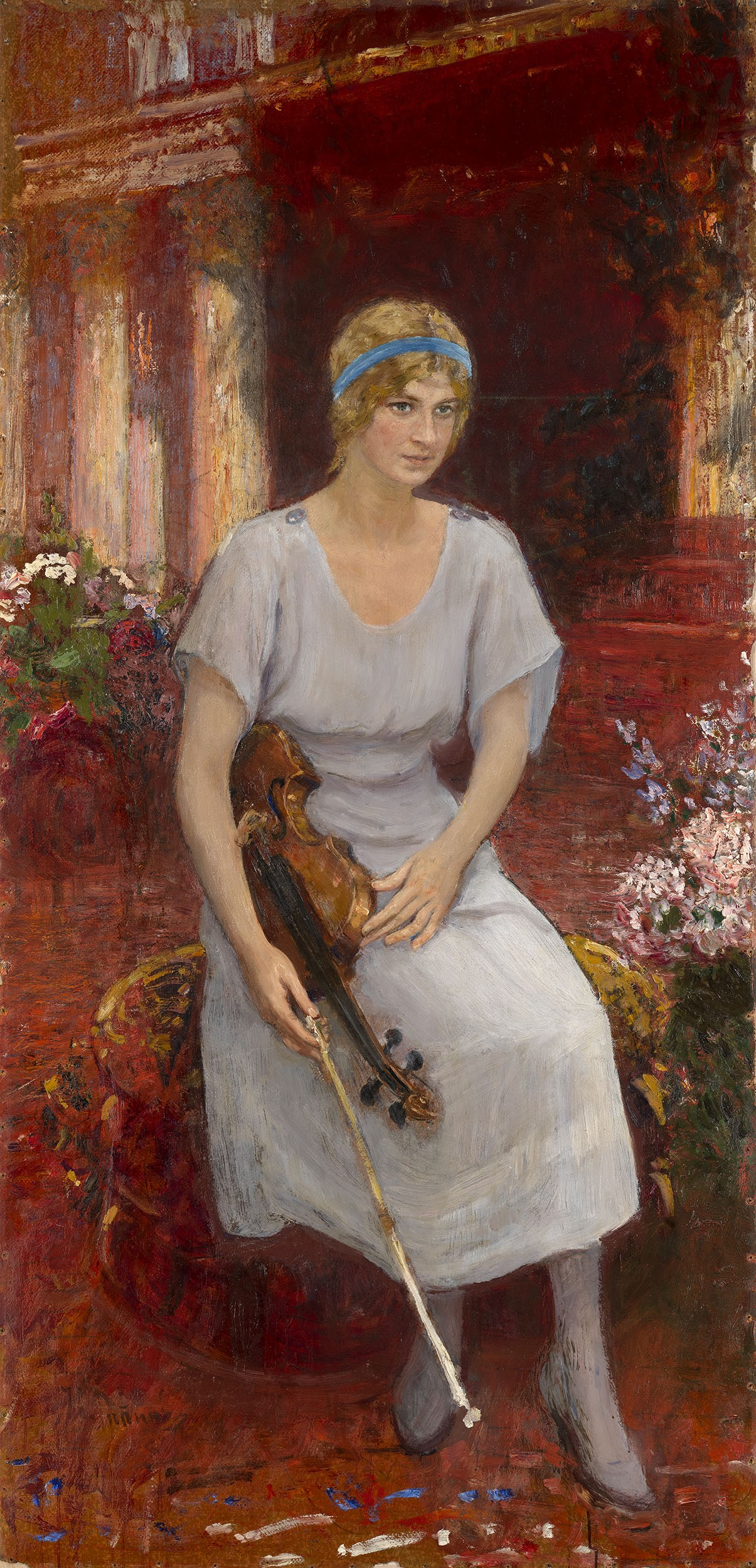
Cecilia Hansen in un ritratto di Ilja Repin, 1922

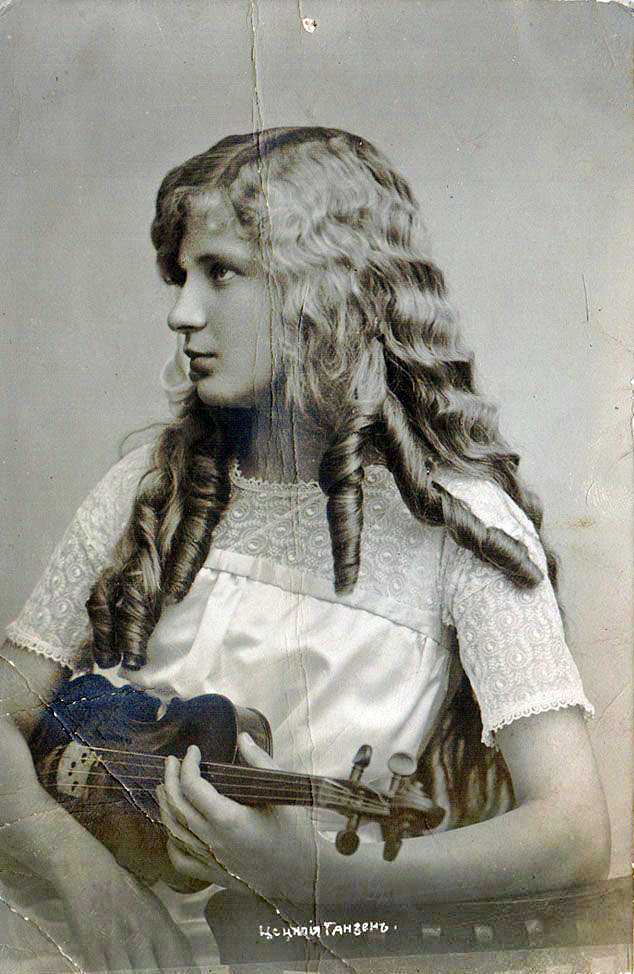
Cecilia Hansen nel 1917 ca.

Cecilia Hansen (Kamensk-Šachtinskij, 16 febbraio 1897 – Londra, 24 luglio 1989) è stata una violinista russa.

## Biografia
Cecilia Hansen (in russo Цецилия Генриховна Ганзен) nacque il 16 febbraio 1897 a Kamenskij. 
Ricevette le prime lezioni di violino dal padre di origine danese, e divenne in breve una bambina prodigio. Con la sua famiglia si trasferì a San Pietroburgo e dall’età di dieci anni fu allieva di Leopold Auer. Completò gli studi nel 1914, ma già nel 1910 aveva fatto il suo debutto in pubblico. Tuttavia, secondo Carl Flesch che ebbe modo di sentirla a più volte, la Hansen non faceva parte dell'elite fra gli allievi di Auer.
A San Pietroburgo, Cecilia Hansen conobbe il compositore Sergej Prokof’ev e, nel 1916, il pianista Boris Sacharov che divenne il suo primo marito. La loro prima figlia nacque nel 1917. Avviata la carriera concertistica, effettuò varie tournée internazionali. Nel 1921 la famiglia si trasferì in Occidente. Nel 1923/24 andò in tournée negli Stati Uniti. Nel 1925 Sergej Prokof’ev le dedicò la seconda delle 5 Melodie per violino e pianoforte op. 35 bis (originariamente composte per canto e pianoforte). Durante un tour in Estremo Oriente nel 1928, suo marito decise di rimanere come insegnante a Shanghai e in seguito divorziarono. Alla fine degli anni '30 Hansen visse a Londra con il suo secondo marito, l'avvocato, filosofo e giurista Hermann Friedmann (1873-1957). Durante un bombardamento tedesco su Londra nel 1940, sua figlia di due anni morì. Nel 1947 registrò la Sonata n. 1 in si minore op. 21 di Nikolaj Medtner, con l’amico compositore al pianoforte. Nel 1950, quando Hermann Friedmann accettò l'offerta di una cattedra ad honorem all'Università di Heidelberg, la Hansen lo seguì in Germania. Trascorse i successivi anni a Heidelberg, dove diede lezioni di violino alla Musikhochschule. Negli ultimi anni della sua vita si trasferì dalla figlia sopravvissuta a Londra, dove mancò il 24 luglio 1989.